# Битшвиллер-ле-Тан
Битшвилле́р-ле-Тан (фр. Bitschwiller-lès-Thann) — коммуна на северо-востоке Франции в регионе Гранд-Эст (бывший Эльзас — Шампань — Арденны — Лотарингия), департамент Верхний Рейн, округ Тан — Гебвиллер, кантон Серне. До марта 2015 года коммуна административно входила в состав упразднённого кантона Тан (округ Тан).
Площадь коммуны — 12,64 км², население — 2149 человек (2006) с тенденцией к снижению: 1991 человек (2012), плотность населения — 157,5 чел/км².

## Население
Численность населения коммуны в 2011 году составляла 2015 человек, а в 2012 году — 1991 человек.
| 1962 | 1968 | 1975 | 1982 | 1990 | 1999 | 2005 | 2006 | 2010 | 2011 | 2012 |
| ---- | ---- | ---- | ---- | ---- | ---- | ---- | ---- | ---- | ---- | ---- |
| 2229 | 2169 | 2117 | 1922 | 2052 | 2123 | 2131 | 2149 | 2028 | 2015 | 1991 |

Динамика населения:

## Экономика
В 2010 году из 1286 человек трудоспособного возраста (от 15 до 64 лет) 934 были экономически активными, 352 — неактивными (показатель активности 72,6 %, в 1999 году — 69,6 %). Из 934 активных трудоспособных жителей работали 817 человек (442 мужчины и 375 женщин), 117 числились безработными (67 мужчин и 50 женщин). Среди 352 трудоспособных неактивных граждан 107 были учениками либо студентами, 133 — пенсионерами, а ещё 112 — были неактивны в силу других причин.
На протяжении 2011 года в коммуне числилось 836 облагаемых налогом домохозяйств, в которых проживало 1952,5 человека. При этом медиана доходов составила 18846 евро на одного налогоплательщика.